# Omne vivum ex ovo
Omne vivum ex ovo — все живе з яйця. Латинський вираз, який приписують Вільяму Гарвею. У такому формулюванні вперше зустрічається в роботі Карла Ліннея Philosophia botanica (Stockholm, 1751) (афоризм No 134).
Лінней наводив цю фразу з посиланням на вислів Гарвея (Vivum omne ex ovo provenire: «Все живе з яйця з'являється»), розмірковуючи про те, що рослини і тварини єдині за своєю природою, а насіння рослин відповідають яйцям тварин. У пізніші часи фраза трактувалася як квінтессенція вчення про біогенез. Незважаючи на те, що принцип «Все живе з яйця» був сформульований Гарвеєм ще в XVII столітті, виявити яйця багатьох організмів, які, за гіпотезою існували, не вдавалося до XIX століття. Зокрема, до робіт Карла Бера нікому не вдавалося виявити яйця (яйцеклітини) ссавців. Деякі автори (наприклад, Жан Батист Ламарк) вважали, що яйця властиві тільки «вищим» тваринам, в той час як «нижчі» розмножуються за рахунок «внутрішніх бруньок».[джерело?]
Загальне визнання цього принципу прийшло в другій половині XIX століття з розвитком клітинної теорії та мікробіології. З одного боку, було показано, що яйця багатоклітинних тварин неодмінно містять яйцеклітину (а іноді складаються тільки з яйцеклітини без всяких додаткових утворень), в результаті поділу якої і утворюються багатоклітинний організм. Яйцеклітини же були виявлені і в рослин, в тому числі, в сім'язачатка насінних рослин. З іншого боку, стало ясно, що бактерії та найпростіші, являють собою одноклітинні організми, що розмножуються поділом і не мають стадії яйця.